# 弗洛伊德 (密蘇里州華盛頓縣)
弗洛伊德（英語：Floyd）是位於美國密蘇里州華盛頓縣的非建制地區。

## 歷史
弗洛伊德的郵局於1893年設立，其後於1932年停運。

## 地理
弗洛伊德所處的海拔為高於海平面266米（即873英呎），而該地所採用的時區為UTC-6，即北美中部時區（CST）。同時該地設有夏令時間，為UTC-6調快一小時，即UTC-5（CDT）。